# عين تمكناي
عين تمكناي  (بالإنجليزية: AIN TIMGUENAI)‏ هي جماعة قروية تابعة لإقليم صفرو ضمن جهة فاس بولمان بالمغرب. بلغ مجموع عدد سكان عين تمكناي  حسب إحصاءات 2004 حوالي 5778 نسمة من بينهم 1 أجنبي يعيشون في 1087 أسرة.

## إحصاء عام
| السنة | عدد السكان | عدد الأسر | عدد الأجانب |
| ----- | ---------- | --------- | ----------- |
| 1994  | 5469       | 865       | °°°°        |
| 2004  | 5778       | 1087      | 1           |

## دواوير الجماعة
دوار الزاوية
دوار قصيوة
دوار المروج
دوار عين بومعقل
دوار تازروت
دوار عين تمزوغت
دوار تيموياس